# Lazzaro Tavarone
Lazzaro Tavarone (Génova, 1556 - Génova, 1641) fue un pintor manierista italiano.

## Biografía
Alumno y ayudante de Luca Cambiaso, acompañó a su maestro a España en 1583 cuando éste fue invitado por Felipe II a su corte. Tras la muerte de Cambiaso (1584) permaneció en España donde trabajó junto a Fabrizio Castello y Nicolás Granello en los frescos de la Sala de batallas del Monasterio de El Escorial, contratados en febrero de 1590 y acabados ya en enero del siguiente año, cuando se procedió a su tasación. A Tavarone le correspondieron en esa decoración las batallas de Gravelinas, la toma de Ham y la partida de las tropas españolas de San Quintín.
Volvió a Génova en 1591 para trabajar en la Villa Doria en Pegli, donde su estilo se diferencia del de sus colegas por su minuciosidad, probablemente adquirida en España. Tavarone siguió trabajando en su ciudad realizando diversos encargos, como decoraciones en diversos palacios de la ciudad y tablas de altar, entre ellos un Martirio de San Lorenzo para la Catedral de Génova.

## Obras destacadas
- Frescos de Villa Doria (Pegli)
- Santiago salva a un inocente de las llamas (1600)
- Frescos de la Vida de Santiago (Oratorio de San Giacomo delle Fucine, Génova)
- Martirio de San Vicente (1605, Santa Maria della Consolazione, Génova)
- Frescos de la fachada del Palazzo San Giorgio (1606-1608, Génova), destruidos.
- Frescos del Oratorio de la Virgen (Génova), destruidos.
- Escenas de la Vida de la Virgen (1612, Santa Maria delle Vigne, Génova)
- Martirio de San Lorenzo (1622, Catedral de Génova)
- Frescos del Palazzo Spinola (h. 1630, Génova)
  - Gloria de Antoniotto Adorno
  - Encuentro en Génova del papa Urbano VIII con el dogo Antoniotto Adorno
- Asunción de la Virgen (Santa Maria dell'Acquasanta, Génova)
- Cristo cae con la Cruz a cuestas (Museo Palazzo Bianco, Génova)
- Expolio de Cristo (Museo Palazzo Bianco, Génova)